# Nine Sols
Nine Sols est un jeu vidéo indépendant en 2D de genre action et plateformes développé et édité par le studio taïwanais Red Candle Games. Le jeu est également qualifié de metroidvania et de souls-like par les joueurs. Il se déroule dans un univers futuriste, inspiré de la mythologie chinoise. Le système de combat est centré sur la déviation des attaques ennemies pour accumuler de l'énergie, utilisée dans des coups spéciaux. Le jeu sort sur Windows et macOS le 29 mai 2024. En janvier 2025, après avoir été seulement disponible en chinois (traditionnel et simplifié), anglais, coréen et japonais au moment de sa sortie, le jeu est disponible dans une dizaine de langues, dont le français depuis septembre 2024.

## Trame

### Univers
Le jeu se déroule dans un monde asiatique futuriste dystopique, avec des inspirations fantastiques, que Red Candle Games décrit comme « taopunk », un mot-valise issu de la fusion de taoïsme et de cyberpunk. À ce sujet, le studio déclare : « notre objectif était de combiner le taoïsme et le cyberpunk, en mêlant des éléments de science-fiction à la mythologie orientale ».

### Histoire
L'histoire est celle de Yi, un héros du passé légendaire, en quête de vengeance pour renverser les Neuf Sols, les puissants et tyranniques dirigeants du royaume déserté de la Nouvelle Kunlun,. Le personnage a l'apparence d'un chat.

## Système de jeu
Nine Sols est un jeu d'action et de plateformes en 2D. Il est souvent décrit comme un metroidvania,,. Ce genre de jeux se caractérise par un monde interconnecté, où le joueur acquiert au cours de l'aventure des compétences ou objets qui lui permettent de franchir des obstacles, augmentant son espace de jeu. L'exploration fait partie du jeu et permet d'en comprendre l'histoire par la découverte de secrets,. Le jeu est également qualifié de souls-like, car il emprunte beaucoup de mécaniques de Sekiro: Shadows Die Twice : l'accent est mis sur les combats au corps à corps, même si l'on retrouve aussi des épreuves de plates-formes à défilement horizontal. Le jeu comporte aussi des boss,.
En jeu, Yi et ses ennemis peuvent subir deux types de dégâts : les dégâts classiques et les dégâts internes. Lorsqu'un personnage subit des dégâts internes, cela est représenté par un noircissement d'une portion de sa barre de vie ; cette portion noircie se régénère par la suite progressivement, à condition de ne pas subir de dégâts,.
L'attaque de base de Yi est un coup d'épée, mais il peut également dévier les attaques ennemies, ce qui lui permet d'absorber et d'accumuler du ch'i pour déclencher des attaques chargées sur les ennemis, la puissance de l'attaque augmentant avec la quantité d'énergie chargée. Dans ce type d'attaque, Yi passe à travers ses adversaires et les attaque avec des talismans, qui explosent,. Il existe plusieurs types de talismans avec des effets variés, et ils ont un temps de recharge ; lorsqu'un talisman explose, les dégâts internes subis par les ennemis sont convertis d'un coup en dégâts. Pour pouvoir effectuer ces déviations, le joueur doit respecter une synchronisation précise, ce qui nécessite d'anticiper les attaques des ennemis et donc de comprendre leurs actions et leurs mouvements. Il existe deux types de déviation, la déviation partielle et la déviation parfaite. La déviation partielle diminue l'endurance et, en l'effectuant, Yi subit des dégâts internes au lieu des dégâts classiques. La déviation parfaite ne coûte pas d'endurance et permet d'éviter tout dégât, mais nécessite une synchronisation plus précise.
En plus de l'épée, Yi possède aussi un arc divin qui lui permet de se battre à distance ; il possède plusieurs types de flèches. Cependant, son utilisation est limitée et il faut se reposer dans un point de contrôle pour pouvoir le recharger. Le personnage peut se soigner grâce à une pipe, qu'on peut charger en effectuant des déviations ou en attaquant.
En ce qui concerne les mouvements, à la fin du jeu Yi peut courir, sauter, grimper, courir sur les murs, utiliser un grappin et faire des doubles sauts, des sauts muraux et des dashs (au sol et dans les airs),.
Des personnages non joueurs sont présents dans le jeu, ils fournissent compétences et améliorations.
Il est possible d'équiper des jades, qui améliorent certaines capacités, permettant de personnaliser l'expérience de jeu. En jouant, le joueur obtient des Jin, une monnaie d'échange ; s'il meurt, tous ses Jins sont perdus et doivent être récupérés sur son cadavre, de la même manière que dans Dark Souls. De la même façon, le joueur obtient des points de compétences permettant de débloquer de nouvelles compétences, mais ceux-ci sont perdus à sa mort.
Les animations du jeu sont faites dans un style évoquant des dessins à la main, et les cinématiques sont réalisées dans un style manga.

## Développement
Le jeu est développé par Red Candle Games, une société taïwanaise de développement de jeux d'horreur à l'origine de Detention et Devotion, sortis respectivement en 2017 et 2019. Cependant, ce dernier jeu avait donné lieu à une controverse en Chine, privant le studio de ses éditeurs. En 2021, le studio communique sur la création en cours d'un nouveau jeu, Nine Sols, sans annoncer de date de sortie ; toutefois le studio indique qu'il s'agit d'un projet plus ambitieux et dans un genre différent. Un financement participatif est lancé le 21 mars 2022, il atteint ses objectifs en vingt-quatre heures. Le studio déclare s'inspirer fortement pour les combats de Sekiro: Shadows Die Twice.

## Accueil

### Critiques
Le jeu sort sur Windows et macOS le 29 mai 2024. Les critiques à son sujet sont généralement favorables, d'après l'agrégateur de critiques Metacritic. Pour Callum Marshall de Hardcore Gamer, le jeu réussit là où tant d'autres ont échoué à fournir une expérience authentique et unique dans un metroidvania souls-like ; selon lui l'histoire est mature et sans compromis et le système de jeu est raffiné. Pour Mario Seijas de IGN (Espagne), le jeu est le fils spirituel de Sekiro, un des meilleurs jeux de l'année, avec une difficulté élevée mais juste. Pour Nic Reuben de Rock, Paper, Shotgun, le jeu est si généreux et créatif qu'on en oublie la difficulté.

### Distinctions
| Liste des prix et nominations de Nine Sols | Liste des prix et nominations de Nine Sols | Liste des prix et nominations de Nine Sols | Liste des prix et nominations de Nine Sols | Liste des prix et nominations de Nine Sols |
| Prix                                       | Date                                       | Catégorie                                  | Résultat                                   | Réf.                                       |
| ------------------------------------------ | ------------------------------------------ | ------------------------------------------ | ------------------------------------------ | ------------------------------------------ |
| Indie Game Awards                          | 19 décembre 2024                           | Jeu de l’année                             | Nomination                                 | [ 15 ]                                     |
| Indie Game Awards                          | 19 décembre 2024                           | Meilleur gameplay design                   | Nomination                                 | [ 15 ]                                     |